# Cyprian Mrzygłód
Cyprian Mrzygłód (ur. 2 lutego 1998 w Łodzi) – polski lekkoatleta specjalizujący się w rzucie oszczepem.
Karierę sportową rozpoczynał w UKS Błyskawica Domaniewice, gdzie jego trenerem był Mieczysław Szymajda. Latem 2015 zadebiutował w reprezentacji Polski nie awansując do finału podczas mistrzostw świata juniorów młodszych. W sezonie 2015 trzykrotnie poprawiał rekord Polski w kategorii U18 rzucając sprzętem o wadze 700 gramów i doprowadzając go 5 października w Stargardzie do poziomu 81,50. Finalista mistrzostw świata U20 w Bydgoszczy (2016). Dwukrotnie poprawiając rekord Polski juniorów został w lipcu 2017 roku mistrzem Europy do lat 20. Finalista mistrzostw Europy w Berlinie (2018). W lipcu 2019 roku pokonał, uzyskując najlepszy wynik w ostatniej próbie, Rumuna Alexandra Novaca i został mistrzem Europy do lat 23 poprawiając rezultatem 84,97 rekord zawodów. Kontuzja wykluczyła go z udziału w mistrzostwach świata w Dosze (2019).
Reprezentant Polski w pucharze Europy w rzutach.
Medalista mistrzostw Polski (srebro – Lublin 2018, Włocławek 2020, Poznań 2021). Wielokrotnie stawał na podium mistrzostw Polski do lat 20 oraz do lat 23. Medalista ogólnopolskiej olimpiady młodzieży.
Rekordzista Polski w kategoriach U18 (81,50), U20 (80,52 – 22 lipca 2017, Grosseto) oraz U23 (84,97).
Rekord życiowy: 85,92 m (21 czerwca 2025, Kuortane) – 3. wynik w polskich tabelach historycznych.

## Osiągnięcia
| Rok  | Impreza                               | Miejsce   | Pozycja           | Wynik                      |
| ---- | ------------------------------------- | --------- | ----------------- | -------------------------- |
| 2015 | Mistrzostwa świata juniorów młodszych | Cali      | el. – 16. miejsce | 69,52 (sprzęt 700 gramów.) |
| 2016 | Mistrzostwa świata U20                | Bydgoszcz | 9. miejsce        | 70,48                      |
| 2017 | Mistrzostwa Europy U20                | Grosseto  | 1. miejsce        | 80,52                      |
| 2018 | Puchar Europy w rzutach               | Leiria    | 3. miejsce (U-23) | 74,55                      |
| 2018 | Mistrzostwa Europy                    | Berlin    | 9. miejsce        | 80,20                      |
| 2019 | Puchar Europy w rzutach               | Šamorín   | 2. miejsce (U-23) | 79,41                      |
| 2019 | Mistrzostwa Europy U23                | Gävle     | 1. miejsce        | 84,97                      |
| 2021 | Igrzyska olimpijskie                  | Tokio     | el. – 20. miejsce | 78,33                      |
| 2023 | Uniwersjada                           | Chengdu   | 2. miejsce        | 80,02                      |
| 2023 | Mistrzostwa świata                    | Budapeszt | el. – 15. miejsce | 78,49                      |
| 2024 | Puchar Europy w rzutach               | Leiria    | 5. miejsce        | 79,02                      |
| 2024 | Mistrzostwa Europy                    | Rzym      | el. – 16. miejsce | 77,93                      |
| 2024 | Igrzyska olimpijskie                  | Paryż     | el. – 23. miejsce | 78,50                      |
| 2025 | Puchar Europy w rzutach               | Nikozja   | 3. miejsce        | 82,46                      |
| 2025 | Internationales Stadionfest           | Berlin    | 3. miejsce        | 81,81                      |